# Рустамов, Сейфеддин Зияддинович
Сейфеддин Зияддинович Рустамов (лезг. Рустамрин Зияддинан хва Сейфеддин; 17 июня 1962, Кусары, Кусарский район, Азербайджанская ССР, СССР) — российский миллиардер, меценат лезгинского происхождения, в 2020 году занял 145 место в списке богатейших людей России по версии «Forbes». Общее состояние оценивается более чем в 1 миллиард долларов.

## Биография
Родился 17 июня 1962 года. Образование — высшее. По национальности лезгин.
С 2000-х годов активно занимается трейдингом в сферах химической и нефтехимической промышленности, инвестирует в энергетические фонды, коммерческую и жилую недвижимость.
В 2014 году становится бенефициарным владельцем компании «Метафракс» (Губаха, Пермский край).
Мажоритарный акционер ПАО «Метафракс» — российская компания АО «МетаХолдинг» находится под управлением Сейфеддина Рустамова. К 2017 г. «МетаХолдинг» консолидирует свыше 92 % акций «Метафракса».
«Метафракс» — группа компаний, работающая в России (Пермский край, Московская область) и Австрии (Кремс). Годовая выручка ГК «Метафракс» превышает 40 млрд рублей. Инвестиции химического холдинга превышают 5 млрд рублей в год.
Сейфеддин Рустамов и его супруга принимают участие в благотворительной деятельности, поддерживают ряд фондов в сфере медицины, трансплантологии, борьбы с раковыми заболеваниями, искусства и образования.
В 2018-м «Метафракс» начал строительство комплекса по производству аммиака, карбамида и меламина стоимостью €950 млн. «Метафракс» производит четверть общего объема выработки метанола в России.
«Метафраксу» принадлежит индустриальный парк «Карболит» площадью 53 га в Орехово-Зуево.

## Благотворительная деятельность
Рустамов занимается благотворительностью. Вместе с женой оказывают помощь различным фондам, работающим в сфере здравоохранения, образования и искусства. В числе объектов, затронутых благотворительностью — Медицинский центр «Inova Health System» — некоммерческая сеть центров здравоохранения; Фонд Сьюзен Комен, поддерживающий научные исследования в области борьбы с онкологическими заболеваниями молочной железы; Фонд Святого Болдрика — некоммерческая организация, занимающаяся сбором средств для больных раком детей и поддерживающая ученых, которые ведут научные разработки в области борьбы с онкологическими заболеваниями; Пермский благотворительный фонд «Дедморозим», реализующий в рамках проекта «Донорство» ума" программу развития донорства костного мозга в Пермском крае; Национальный музей «Women in the Art» — крупнейший в мире музей, прославляющий достижения женщин в области визуального, исполнительского и литературного искусства; Пермский театр оперы и балета им. Чайковского, организующий «Дягилевский фестиваль». При участии бизнесмена в 2018 году в образовательной программе музыкального форума впервые в истории был отдельный блок, посвященный женщинам в искусстве — Woman in Art.